# Myzostoma brevicirrum
Myzostoma brevicirrum is een ringworm uit de familie Myzostomatidae.
Myzostoma brevicirrum werd in 1884 voor het eerst wetenschappelijk beschreven door Graff.